# Tętnica grzbietowa nosa

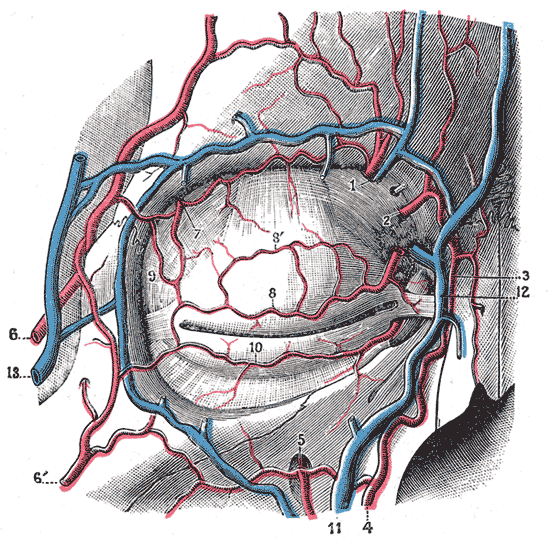
Naczynia twarzy – okolica oka i nasady nosa. Strona prawa. Tętnica grzbietowa nosa zaznaczona na rysunku numerem 2; tętnica kątowa, z którą się zespala oznaczona numerem 3.

Tętnica grzbietowa nosa (łac. arteria dorsalis nasi) – w anatomii człowieka jedna z tętnic twarzy. Stanowi jedną z końcowych gałęzi tętnicy ocznej, czasem opisywana jest jako odchodząca nie bezpośrednio od niej, ale od innej jej gałęzi końcowej – tętnicy nadbloczkowej. 
Od tętnicy ocznej odchodzi na przyśrodkowej ścianie oczodołu. Następnie zstępuje w dół i opuszcza oczodół przebijając mięsień okrężny oka powyżej więzadła powiekowego przyśrodkowego. Biegnie w dół po bocznej powierzchni piramidy nosa i zespala się z tętnicą kątową (końcową gałęzią tętnicy twarzowej). Jeżeli stanowi odgałęzienie tętnicy nadbloczkowej, to odchodzi od niej już po wyjściu z oczodołu. 
Tętnica grzbietowa nosa zaopatruje częściowo grzbiet oraz boczną powierzchnię nosa zewnętrznego.